# Gonzalo Vicente
Gonzalo Ernesto Vicente (nacido en 1979, en la Provincia de Córdoba) es un portero argentino de vasta trayectoria en el fútbol argentino, ya que jugó en distintas categorías, desde la Primera División hasta el Argentino B. Actualmente es jugador de Complejo de Posse. Actualmente se desempeña como director técnico del club santa Paula de Carnerillo, no ha ganado ningún partido como dt (ACC)

## Clubes (8)
| Club                     | País      | Año         |
| ------------------------ | --------- | ----------- |
| Santa paula              | Argentina | 1995-1999   |
| Belgrano                 | Argentina | 2000 - 2004 |
| Alumni de Villa María    | Argentina | 2005        |
| Juventud de Pergamino    | Argentina | 2005        |
| Sol de América (Formosa) | Argentina | 2006 - 2007 |
| Racing de Córdoba        | Argentina | 2007 - 2009 |
| Aldosivi                 | Argentina | 2009        |
| Complejo Deportivo Posse | Argentina | 2009 - 2012 |
| Altos Hornos Zapla       | Argentina | 2012 - 2016 |
| Independiente Dolores    | Argentina | 2017        |